# Rafael Rodríguez Bermúdez
Rafael Rodríguez Bermúdez (Sedella, 1962) es un político y jurista español, consejero de Turismo y Comercio de la Junta de Andalucía entre 2012 y 2015. Anteriormente, también fue concejal del Ayuntamiento de Málaga y vicepresidente de la Diputación Provincial de Málaga. 

## Trayectoria política
Inició su trayectoria política en la Juventud Comunista de Andalucía, organización de la que fue secretario general entre 1983 y 1986. Posteriormente ejerció como secretario provincial del Partido Comunista de España en Málaga (1987–1990) y coordinador provincial de IULV-CA (1990-2003).
Ha sido diputado en el Parlamento andaluz entre 1987 y 1999 y ha desempeñado las tareas de portavoz del Grupo de Izquierda Unida (1994-1996), viceportavoz del mismo (1996-1999) y portavoz sectorial en las comisiones de Turismo y Medio Ambiente, entre otras. Entre 1999 y 2004 fue concejal y portavoz del Grupo Municipal en el Ayuntamiento de Málaga (1999-2004). En el mismo periodo, hasta 2003, ocupó las vicepresidencias de la Diputación Provincial de Málaga y del Patronato Provincial de Turismo, así como la presidencia de la Empresa Provincial de la Vivienda de Málaga (EMPROVIMA). Hasta su nombramiento, desempeñaba el cargo de consejero de la Cámara de Cuentas de Andalucía, para el que fue nombrado en 2004.
El 26 de enero de 2015 fue cesado por Susana Díaz de su cargo de consejero junto a Diego Valderas y Elena Cortés, también miembros de Izquierda Unida en el contexto de la ruptura anticipada del acuerdo de gobierno firmado tres años antes por José Antonio Griñán y Diego Valderas. La decisión unilateral de romper lo firmado entre el PSOE andaluz e Izquierda Unida Los Verdes-Convocatoria por Andalucía fue tomada por la entonces presidenta de la junta de Andalucía Susana Díaz.